# Nouvelle Ville (Metz)
La Nouvelle Ville (in lingua italiana: Città Nuova) è un quartiere di Metz, in Francia.
Inizialmente noto col nome di Neue Stadt (e poi ribattezzato Quartiere Imperiale), il quartiere della Nouvelle Ville sorge a sud del centro storico e fu costruito dai tedeschi a partire dal 1903, durante l'occupazione di Metz, al fine di conferire alla città un aspetto più tedesco. Proprio per questo, il quartiere si caratterizza per una netta rottura con lo stile francese presente nel centro storico.

## Storia

### Premesse
Dopo l'annessione dell'Alsazia-Lorena all'indomani della guerra franco-prussiana del 1871, i tedeschi avviarono un processo di rinnovamento di Metz, con l'obiettivo di fare della città, che per molto tempo era stata un bastione francese, una vetrina del guglielminismo.
Abbattute tra il 1901 e il 1906 le antiche fortificazioni medievali, le autorità tedesche procedettero all'espansione della città ben oltre il suo nucleo originario. In questo progetto si inserì la creazione di un nuovo quartiere, chiamato Quartiere imperiale (in origine Neue Stadt, ossia città nuova), destinato ad essere il simbolo della germanizzazione di Metz. Per questa ragione, il nuovo quartiere si distinse per la presenza di un'architettura maggiormente eclettica (con la realizzazione di edifici in stile neoromanico, neogotico, neobarocco e neorinascimentale) e l'uso di materiali da costruzione come l'arenaria rossa o grigia, allo scopo di rompere con la tradizione francese, più improntata al neoclassicismo e all'uso della pietra gialla di Jaumont, tipica della regione.

### La creazione del Quartiere Imperiale

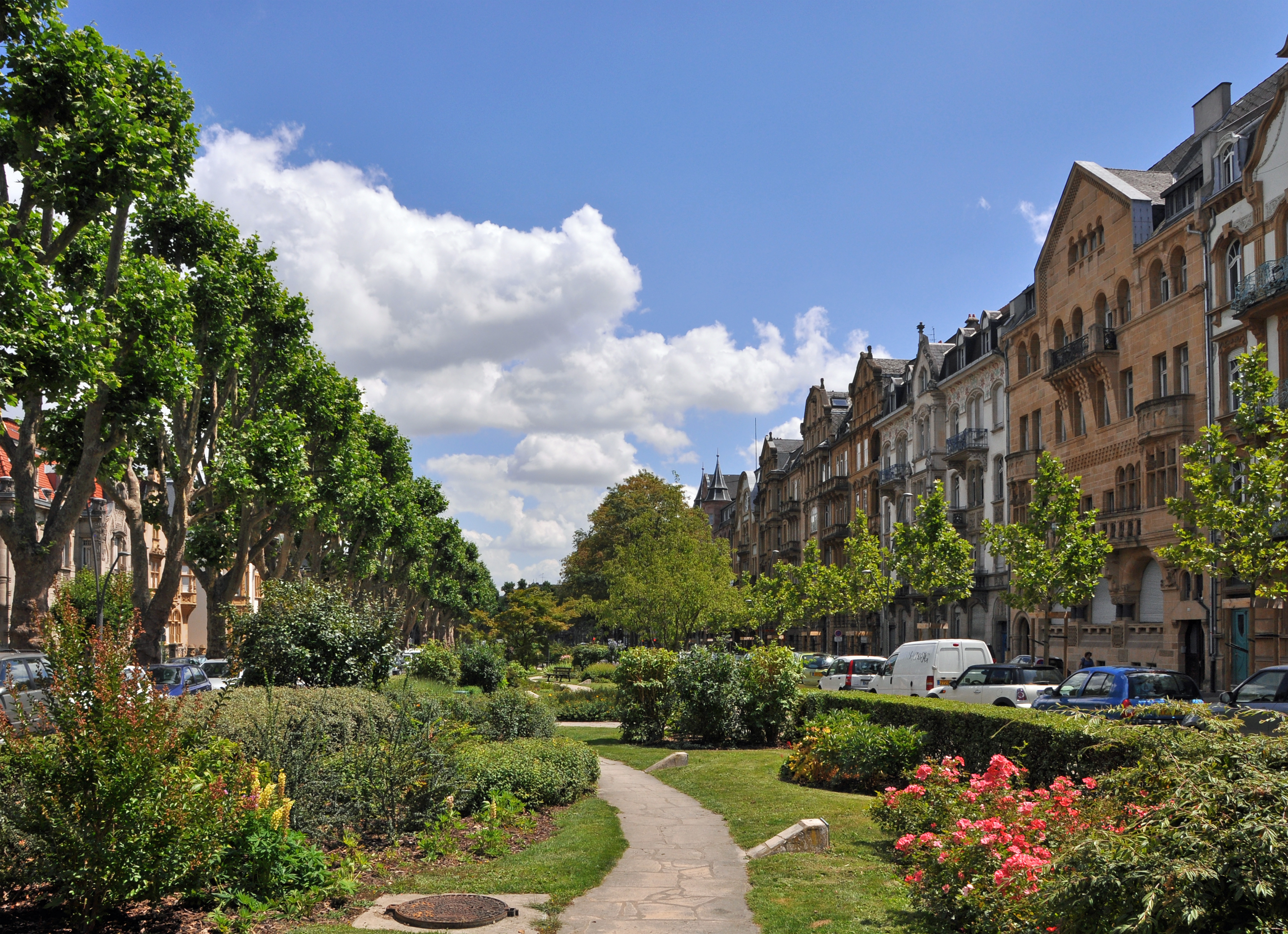
Scorcio di avenue Foch

La costruzione del nuovo Quartiere Imperiale iniziò intorno al 1902. La responsabilità del progetto ricadde su Conrad Wahn, architetto capo della città, il quale nel progettare il quartiere si premurò di collegarlo in maniera efficiente con i centri vicini di Sablon e Montigny-lès-Metz (dato il ruolo strategico che doveva essere riservato al quartiere nelle intenzioni del kaiser Guglielmo II), ma allo stesso tempo cercò di garantire la coerenza tra edifici appartenenti a stili architettonici differenti, nonché la bellezza estetica dell'intero complesso. Lo stesso Wahn si occupò di progettare la Kaiser Wilhelm Ring (l'odierna avenue Foch), asse viario di collegamento tra il centro storico e il nuovo quartiere. La strada fu riempita di ville realizzate in vari stili architettonici, rappresentando il miglior esempio di eclettismo in città, e per assicurare una transizione piacevole tra il centro storico, prevalentemente neoclassico, e il Quartiere Imperiale, più differenziato nello stile, Wahn dispose che il passaggio fosse fatto in maniera graduale, costruendo edifici di dimensioni analoghe a quelli del centro storico, e quindi con al massimo tre piani e giardino.
Contemporaneamente ai lavori di Wahn, altri architetti si impegnarono nella sistemazione del nuovo quartiere: risalgono a quegli anni la costruzione della stazione di Metz-Ville, destinata a sostituire l'antica stazione neoclassica, e del palazzo delle poste. Entrambi gli edifici, posti l'uno di fronte all'altro, furono realizzati in stile neoromanico renano dall'architetto Jurgen Kröger su specifica indicazione di Guglielmo II, col preciso intento di farne il simbolo del nuovo quartiere tedesco.
Nell'ambito del nuovo quartiere furono inoltre create varie piazze: tra queste, le odierne place Mondon, place du Général-de-Gaulle (tra la stazione ferroviaria e il palazzo delle poste), place du Roi-George (nei pressi dell'antica stazione) e place de Maud'huy. In quest'ultima piazza fu costruita in stile neobarocco dallo stesso Wahn la Scuola superiore delle ragazze (oggi Liceo Georges de la Tour), uno dei pochi edifici realizzati in pietra di Jaumont. Place Mondon invece, punto terminale di avenue Foch e collegata con il centro storico, fu arricchita con la creazione dell'edificio della Banca Imperiale, eccezionalmente in stile neoclassico (ma in arenaria rossa), e quello della Camera del lavoro e dell'artigianato (in stile neorinascimentale).
A causa della sua finalità primaria (testimoniare la supremazia tedesca rispetto alla Francia) il quartiere venne per molto tempo malvisto dai francesi, che ne criticavano soprattutto lo stile non consono alla tradizione messina.
A partire dal 1914, con l'unione del comune di Sablon a Metz, una parte dell'antico comune andò ad integrare (e ampliare) il quartiere della Nouvelle Ville. Nello stesso periodo furono previsti ulteriori lavori per l'ampliamento del quartiere, ma a causa dello scoppio della prima guerra mondiale non poterono essere realizzati.
Col ritorno di Metz alla Francia dopo il primo conflitto mondiale, il quartiere venne ribattezzato Nouvelle Ville, integrato con la costruzione di nuovi edifci (tra i quali la chiesa di Santa Teresa del Bambin Gesù in stile moderno) e sottoposto negli anni '80 a interventi di restauro. Nel 2007, la città di Metz propose l'iscrizione dell'antico Quartiere Imperiale nella lista del patrimonio dell'umanità UNESCO in virtù della sua diversità architetturale, ma la proposta venne bocciata. Una nuova proposta, più articolata, è stata presentata nel 2014 ed inserita dall'UNESCO nella lista dei siti candidati ad essere riconosciuti come tali.

## Luoghi di interesse

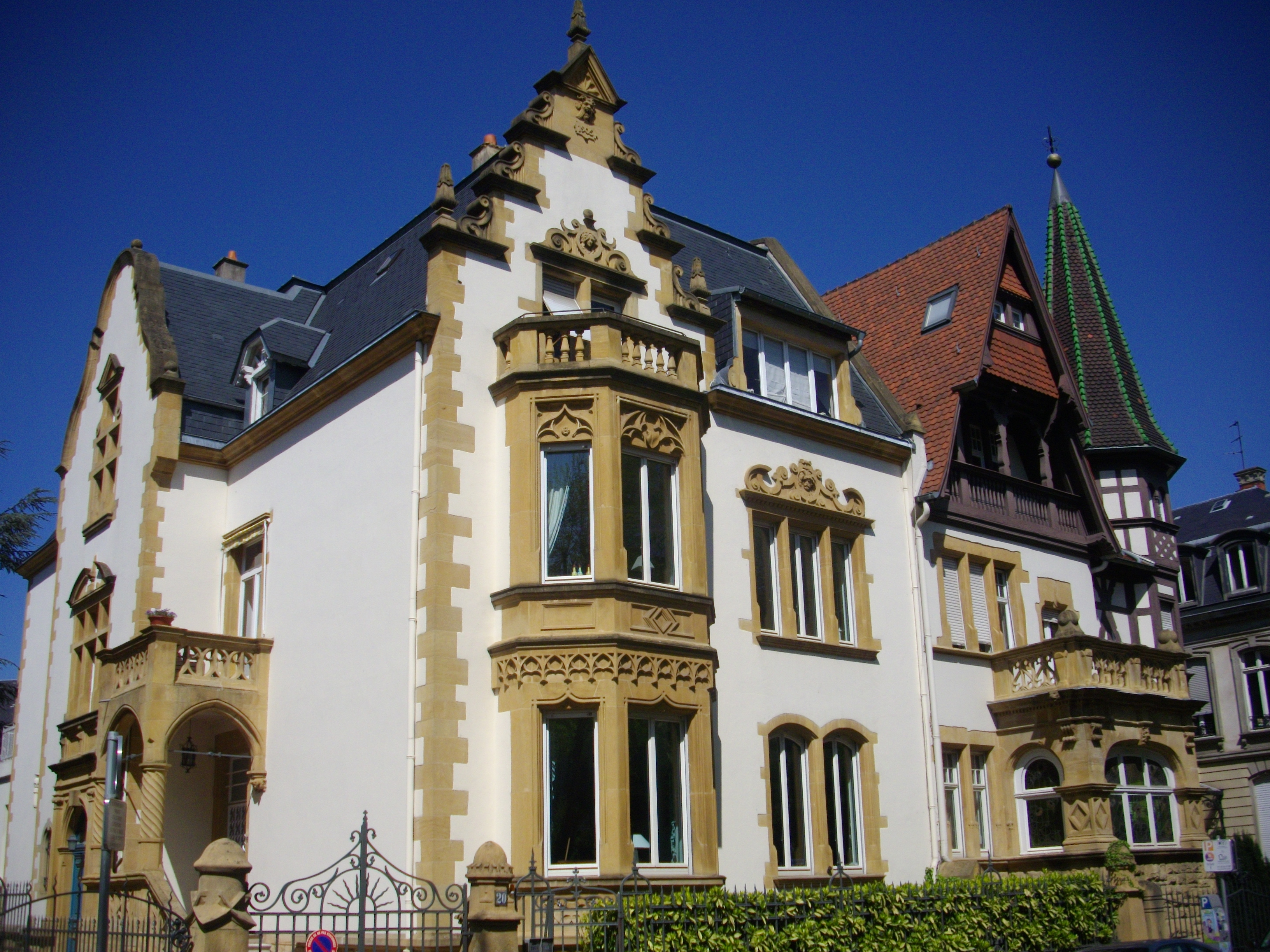
Villa Burger in avenue Foch

Tra i luoghi più rappresentativi del quartiere della Nouvelle Ville ci sono:
- Avenue Foch, nata come Kaiser Wilhelm Ring, fu progettata da Conrad Wahn ed è una delle strade più rinomate della città, capolavoro di eclettismo.[1] Al suo interno comprende spazi verdi e numerose ville realizzate in molteplici stili architettonici, tra le quali:
  - villa Bleyler, in stile neobarocco, opera di Ludwig Becker;
  - villa Wildenberger, in stile liberty, realizzata da Karl Griebel;
  - villa Wahn, in stile neorinascimentale, costruita da Conrad Wahn;
  - villa Linden, anch'essa in stile neorinascimentale, opera dell'architetto Scheden;
  - villa Burger, in stile neoromanico, creata da Eduard-Hermann Heppe;[16]
  - villa Lentz, in stile neoclassico, opera di Jules-Geoffroy Berninger e Gustave Kraft.
- Place Mondon, con al suo interno:
  - Hôtel des Arts et Métiers, oggi sede della Camera del lavoro e dell'artigianato di Metz, in stile neorinascimentale, progettato da Gustave Oberthur e Ernst Priedat;
  - Banca Imperiale, in stile neoclassico, opera di Robert Curjel, Karl Coelestin Moser e Théophile Dedun, oggi sede della Camera di commercio e industria della Mosella.
  - Torre Camoufle, realizzata nel XV secolo, si tratta di una delle poche vestigia della cinta muraria medievale di Metz a non essere stata abbattuta dai tedeschi.[17]
- Place du Général-de-Gaulle, comprendente:
  - stazione ferroviaria, in stile neoromanico renano, progetto di Jurgen Kröger;
  - Hôtel des Postes, anch'esso in stile neoromanico renano, opera di Jürgen Kröger, Ludwig Bettcher e Gustav Petrich.
- Place du Roi-George, con:
  - antica stazione ferroviaria, in stile neoclassico.
- Place de Maud'huy, con:
  - Scuola superiore delle ragazze, costruita in stile neobarocco da Hermann Demet e Conrad Wahn.
- Chiesa di Santa Teresa del Bambin Gesù, realizzata dai francesi nel 1954 in stile moderno, opera di Roger-Henri Expert e Théophile Dedun.[18]